# روکه فونس
روکه فونس (اسپانیایی: Roque Funes‎؛ ۱ دسامبر ۱۸۹۷ – ۱۵ ژوئن ۱۹۸۱) فیلم‌بردار، کارگردان فیلم، تدوین‌گر، و فیلم‌نامه‌نویس اهل آرژانتین بود. او پُرکارترین فیلم‌بردار تاریخ سینمای آرژانتین بود که بیش از ۴۰ سال در سینمای آن کشور فعالیت داشت.
اگرچه جنگ چاکو بین بولیوی و پاراگوئه که بر سر حاکمیت منطقه چاکو شمالی به وجود آمد، به طور رسمی بین سپتامبر ۱۹۳۲ تا ژوئن ۱۹۳۵ جریان داشت، ارتش‌های هر دو طرف از مدت‌ها پیش برای درگیری‌ها آماده می‌شدند. روکه فونس در ژوئیه ۱۹۳۲ به منطقه سفر کرد و سه ماه اول این درگیری را ثبت کرد. پس از بازگشت به بوئنوس آیرس، در عرض چند روز مواد ضبط شده را انتخاب کرد، نقشه‌ها و متون توضیحی را فیلم‌برداری کرد و یک فیلم مستند بلند تهیه کرد که به نمایش درآمد.
از فیلم‌ها یا مجموعه‌های تلویزیونی که وی در آن‌ها نقش داشته‌است، می‌توان به رومئو و ژولیت و بوئنوس آیرس، شهر رؤیاها اشاره نمود.